# کلمانتین سلاریه
کلمانتین سلاریه (انگلیسی: Clémentine Célarié؛ زادهٔ ۱۲ اکتبر ۱۹۵۷) یک هنرپیشه، خواننده، و نویسنده اهل فرانسه است.

## گزیده فیلمشناسی
از فیلم‌ها یا برنامه‌های تلویزیونی که وی در آن نقش داشته‌است می‌توان به آثار زیر اشاره کرد.
| سال  | عنوان                         | نقش                 | توضیحات                                       |
| ---- | ----------------------------- | ------------------- | --------------------------------------------- |
| ۱۹۸۵ | تلفن همیشه دو بار زنگ می‌زند!! | Annabella           |                                               |
| ۱۹۸۶ | بتی بلو                       | Annie               | نامزدی - جایزخ سزار بهترین بازیگر نقش مکمل زن |
| ۱۹۹۲ | شب‌های وحشی                    | Marianne            |                                               |
| ۱۹۹۶ | بینوایان (فیلم ۱۹۹۵)          | Catherine / Fantine |                                               |
| ۱۹۹۷ | خواهران خورشید                | Gloria              |                                               |
| ۲۰۰۹ | ویکتور (فیلم ۲۰۰۹)            | Sylvie Saillard     |                                               |
| ۲۰۱۱ | قبول شده                      |                     |                                               |